# Schildpadkat

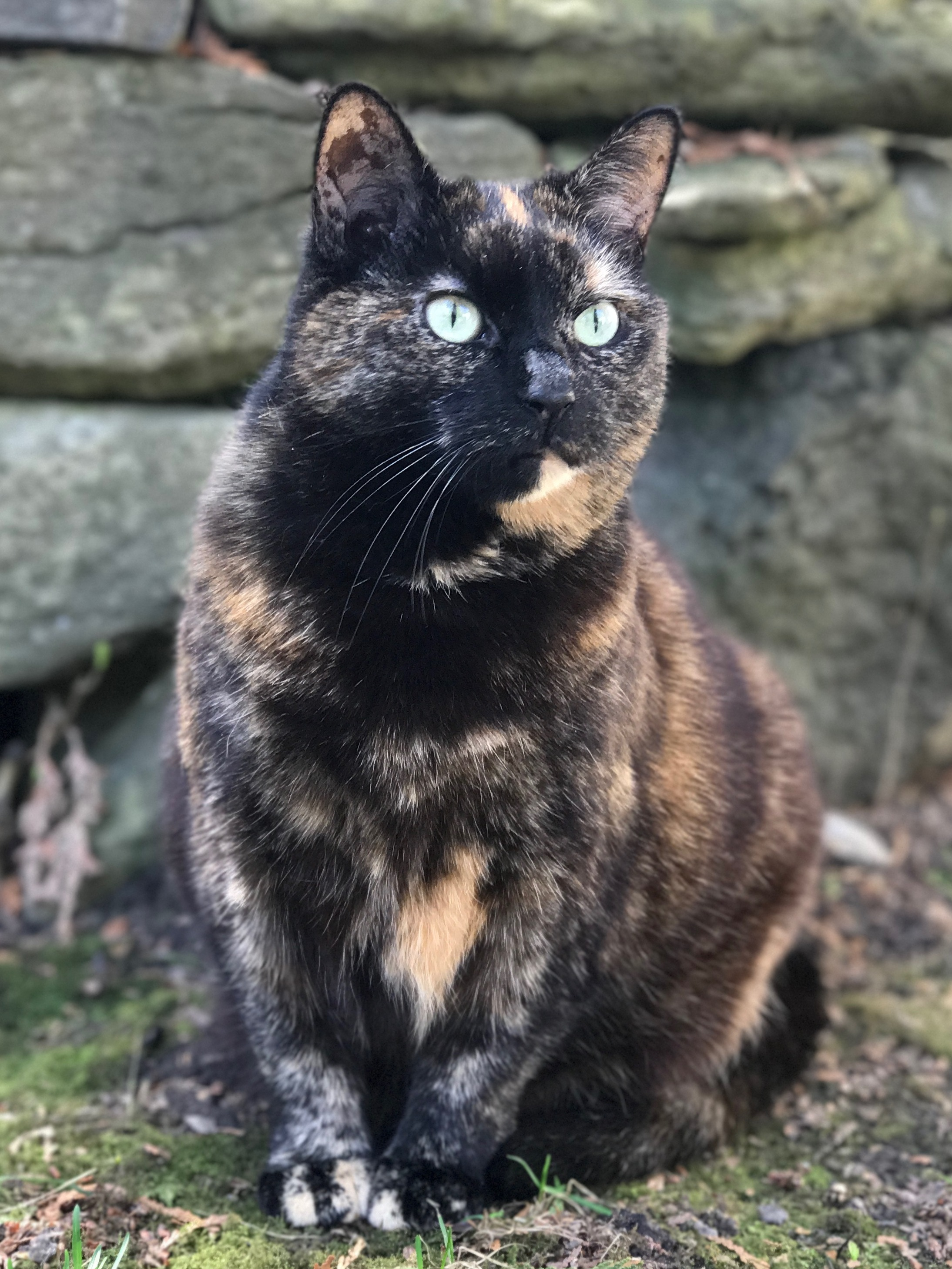
Zwarte schildpadkat

Schildpad is een kleurvariant in de vacht bij katten, die wordt vergeleken met het schild van een schildpad. Deze vachtaftekening bestaat uit twee kleuren die als aparte delen kunnen voorkomen of gemengd. De meest voorkomende kleurcombinatie is zwart en rood. Een kat met een schildpad en witte vacht wordt een lapjeskat genoemd, of driekleurig. Schildpad- en lapjeskatten komen voor in de meeste kattenrassen en refereren dan ook niet naar een bepaald ras, maar naar een kleurvariant van de vacht. Schildpad- en lapjeskatten zijn vrijwel altijd vrouwelijk. De zeldzame katers (ongeveer 1 op 3000) met deze vachtaftekening zijn vaak onvruchtbaar.

## Variëteiten

### Kleurvariëteiten
| Melanine    | Basis     | Verdund   |
| ----------- | --------- | --------- |
| Feomelanine | Rood      | Crème     |
| Eumelanine  | Zwart     | Blauw     |
| Eumelanine  | Chocolade | Lila      |
| Eumelanine  | Kaneel    | Zandkleur |

Bij deze vachtkleur mengen de eumelanine en feomelanine pigmenten zich niet in één haar. Fijne verdelingen komen voor, waardoor de kleuren bijna een menging vormen en het patroon op een schildpaddenschild lijkt. Schildpadkatten hebben meerdere mogelijke kleurencombinaties, maar zwart en rood is het vaakst voorkomend. De kleuren zijn altijd een combinatie van één feomelanine en één eumelanine pigment. Feomelanine pigmenten zijn rood cyper of de verdunde versie daarvan, crème cyper. Eumelanine pigmenten zijn zwart, chocolade en kaneel, of de verdunde versies daarvan; blauw, lila en zandkleur. Rood wordt altijd gemengd met de onverdunde kleuren en crème met de verdunde kleuren. De naam van de eumelanine-kleur geeft de kleurbenaming van de schildpadvacht (bv. zwart schildpad).

### Cypers schildpad
Ook kan een cyperpatroon (Engels: tabby) in combinatie met de schildpadkleur voorkomen. Rood- en crème-kleurige vachten hebben altijd een cyperpatroon. De vacht is cypers schildpad wanneer ook de feomelanine pigmentkleuren een cyperpatroon hebben. Deze wordt ook wel cypers schildpad (Engels: tortie-tabby of torbie) genoemd. De Engelse benaming is een samentrekking van tortoiseshell (schildpadschild) en tabby (cyper), terwijl de gewone schildpadkat ook kortweg tortie wordt genoemd.

### Lapjeskat

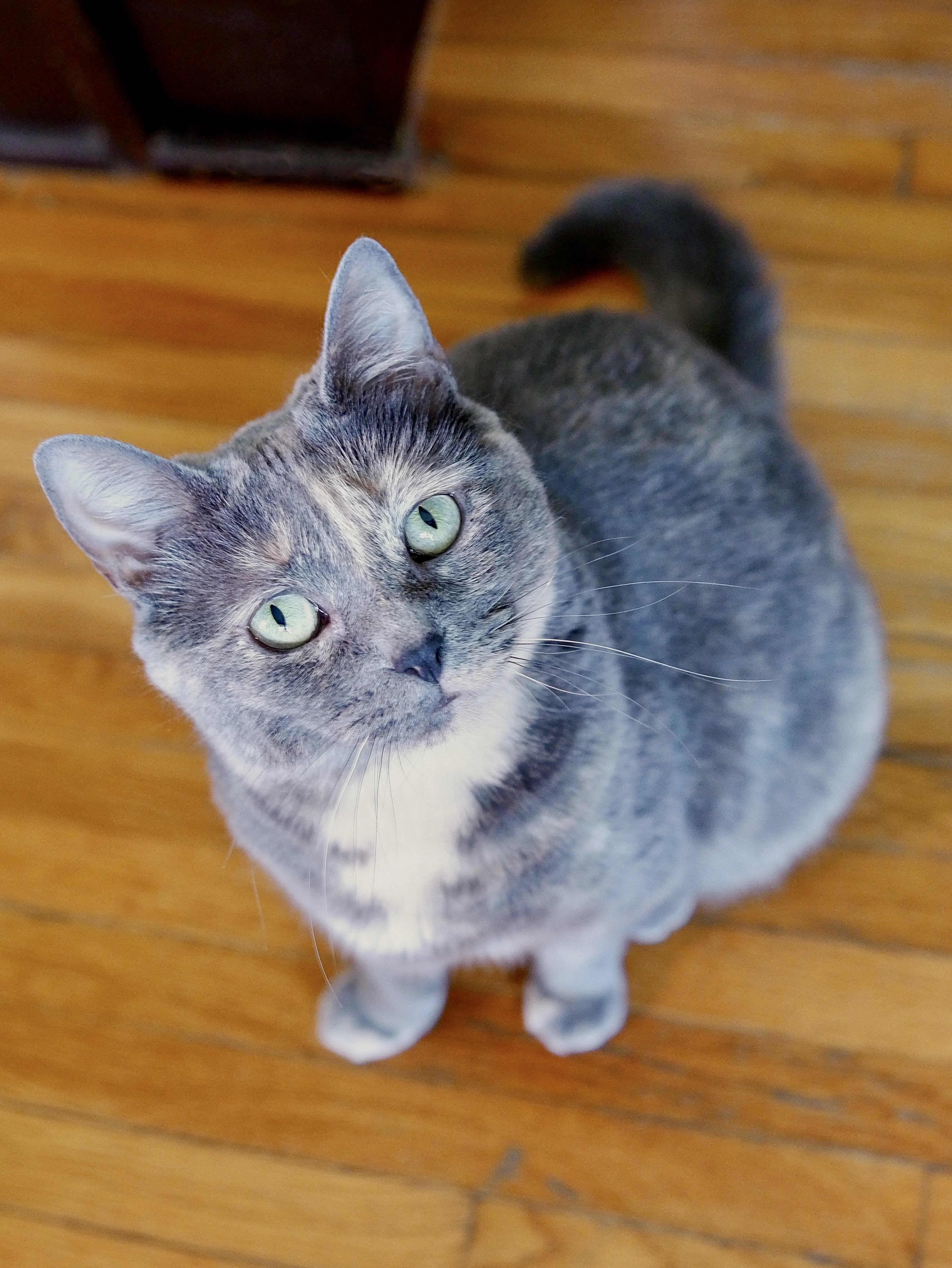
Blauwe schildpadkat

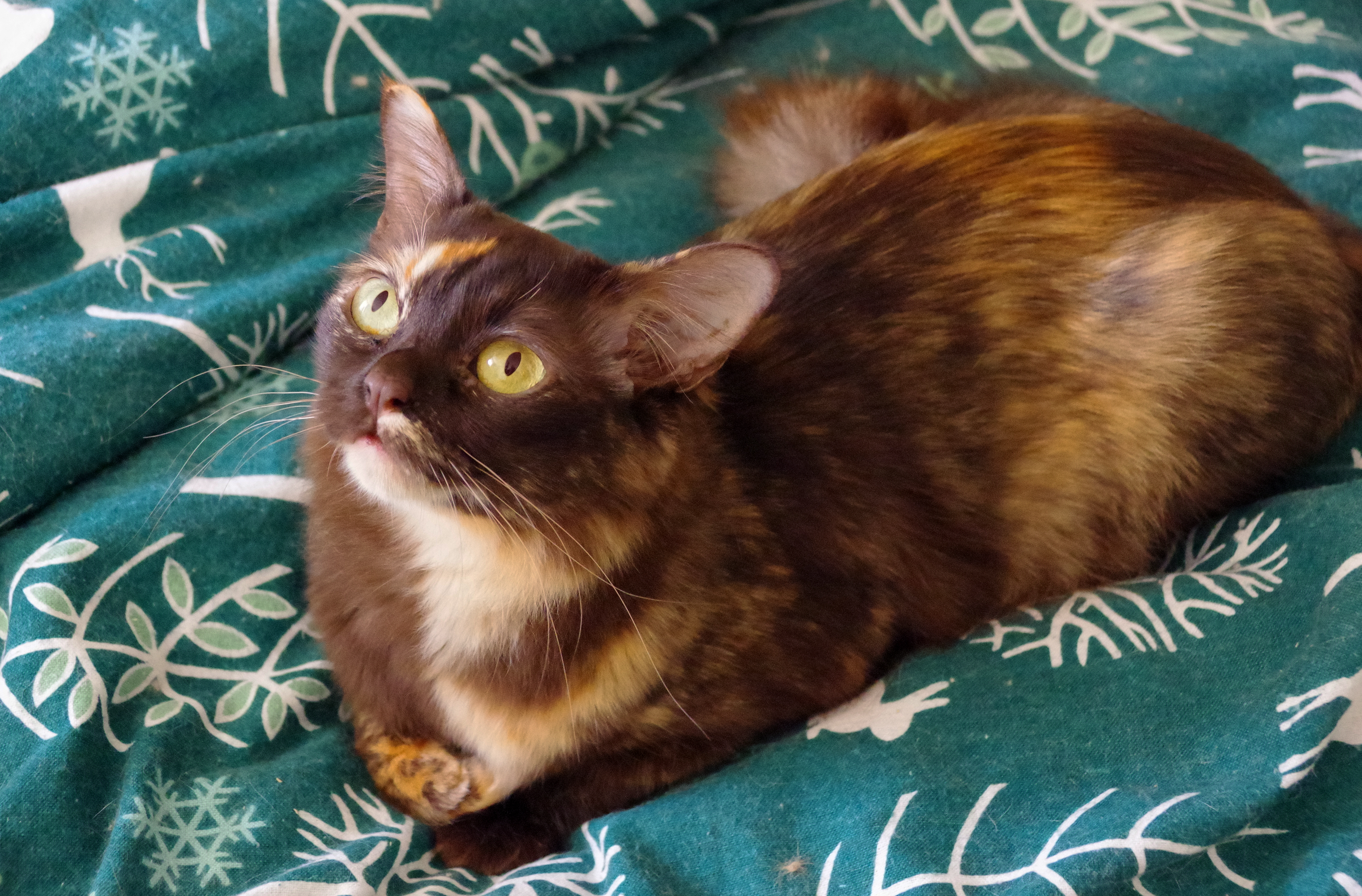
Chocolade schildpad Aziatische kat

Een lapjeskat (Brits Engels: tortoiseshell-and-white (ook tortie/white); Canadees en Amerikaans Engels: calico) is een schildpadkat met witte delen in de vacht en grotere vlekken, waardoor de vacht van de kat op een lappendeken lijkt. Ook bij de lapjeskat komt het cyperpatroon voor (tortie tabby/white). De diverse varianten komen zowel bij raskatten als huiskatten voor.

## Kleurgenen
De kleur wit wordt door bepaalde genen veroorzaakt, wat ervoor zorgt dat katten witte haren, vaak tot vlekken geconcentreerd, in hun vacht hebben. Waar deze genen niet actief zijn, wordt een kleur waargenomen. Er bestaat echter geen gen dat codeert voor drie kleuren tegelijk: wit, zwart en rood. Wel bestaat er een gen dat de keuze voor rood bepaalt en een gen dat kiest voor zwart. Deze genen zijn gekoppeld aan het X-chromosoom. Vrouwtjes hebben van dit X-chromosoom twee exemplaren en dit verklaart waarom de twee kleuren (rood en zwart) naast elkaar voorkomen. In het kattenembryo treedt in elke afzonderlijke cel X-inactivatie op waarbij de genen worden uitgeschakeld van of het ene of het andere X-chromosoom. Het gen van het actieve chromosoom bepaalt dan de kleur. Deze kleurfactoren zullen vaak geclusterd optreden: veel cellen met gelijksoortige actieve chromosomen naast elkaar veroorzaken dan een kleurvlek, hetzij zwart, hetzij rood.

## Geslacht
Schildpadkatten zijn bijna altijd vrouwelijk; ze hebben immers twee X-chromosomen nodig. Toch komen er sporadisch schildpadkaters voor. Een onderzoek wees uit dat één op de 3000 geboorten een schildpadkater oplevert. Dit wordt veroorzaakt door erfelijke afwijkingen. Deze kater heeft dan het genotype XXY (hij heeft twee X-chromosomen en een Y-chromosoom). Vaak is hij dan steriel. Ook kan er een verschijnsel optreden dat 'chimerisme' genoemd wordt. Twee klompjes cellen smelten dan in een heel vroeg stadium embryonaal samen. Deze twee klompjes zouden normaal gesproken twee kittens worden, maar door de vroege samensmelting wordt er maar één kitten geboren met DNA van beide embryo's. Deze kater is wel vruchtbaar en hij kan in bepaalde delen van zijn lichaam dus verschillend DNA hebben. Ook kan een zelfde effect optreden bij zowel poezen als katers veroorzaakt door mozaïcisme. Bij sommige katten kan er ten slotte sprake zijn van een pigmentstoring, waardoor de kater schildpad lijkt, maar het niet is. De katers vererven een gewone rode vachtkleur, ze hebben alleen voor het oog zwarte vlekjes in de vacht. Dit zijn klonteringen van de rode kleurpigmenten, te vergelijken met sproeten.

## Voorbeelden

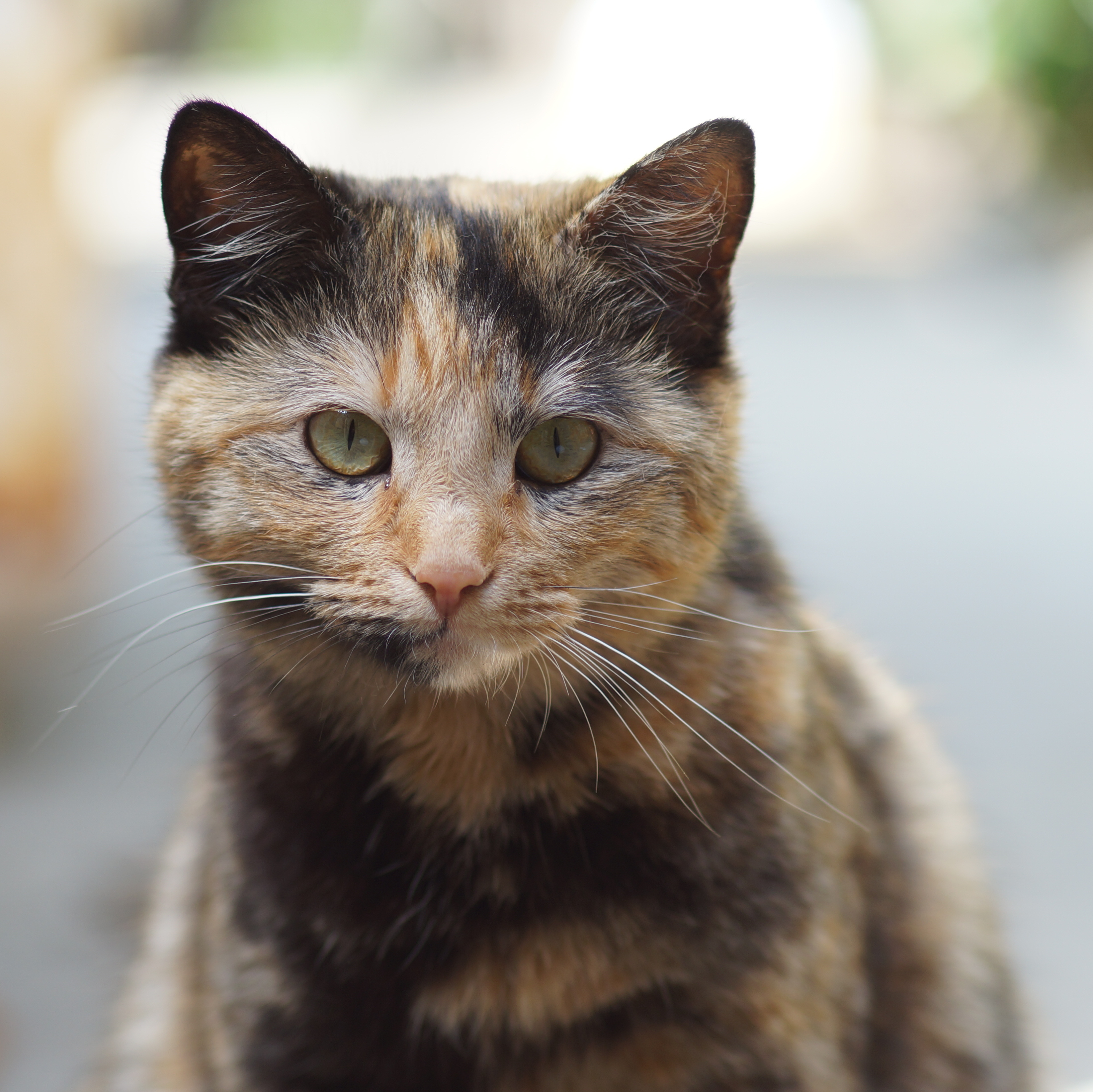
Zwarte schildpadkat
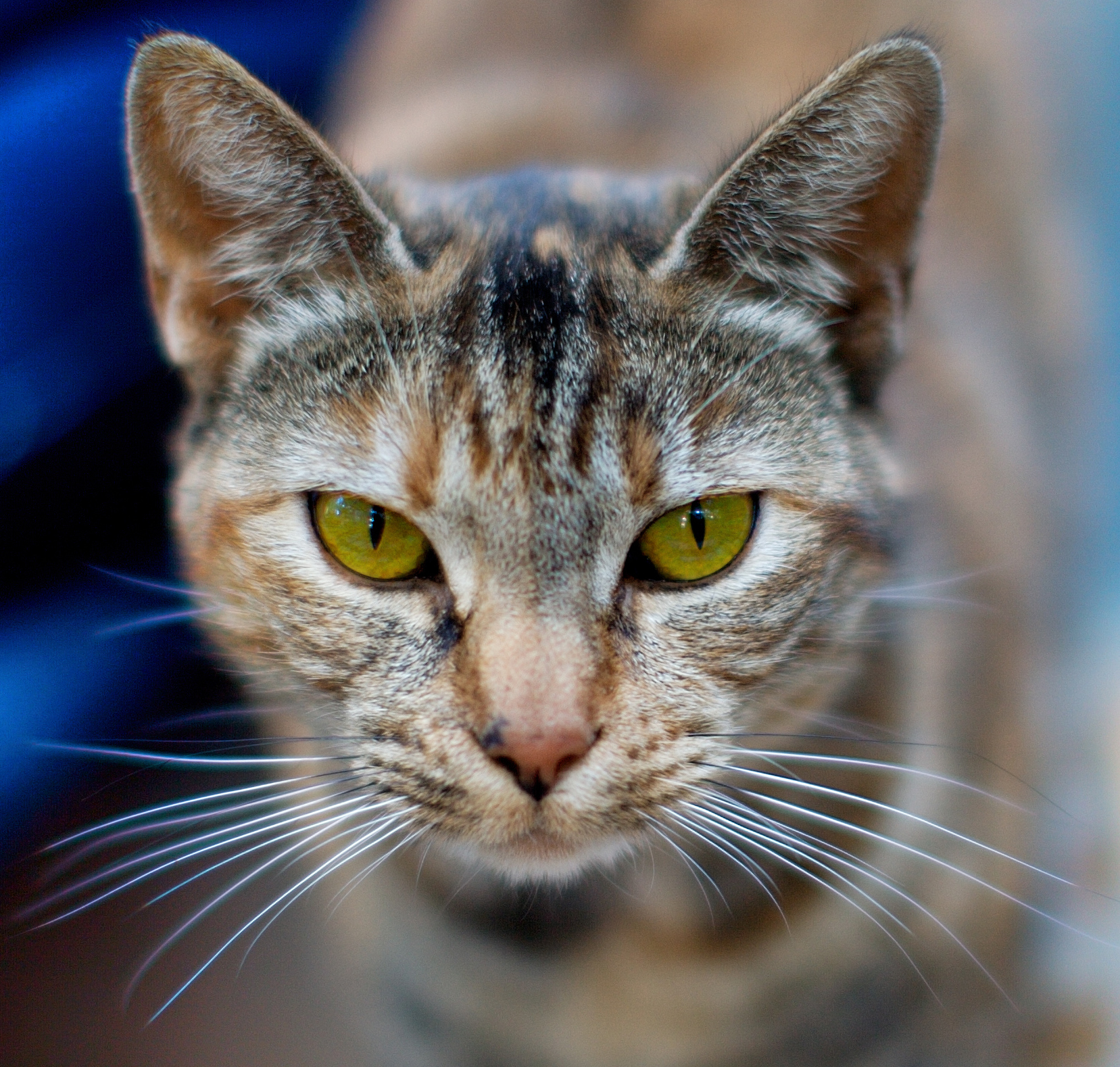
Zwarte cypers schildpadkat
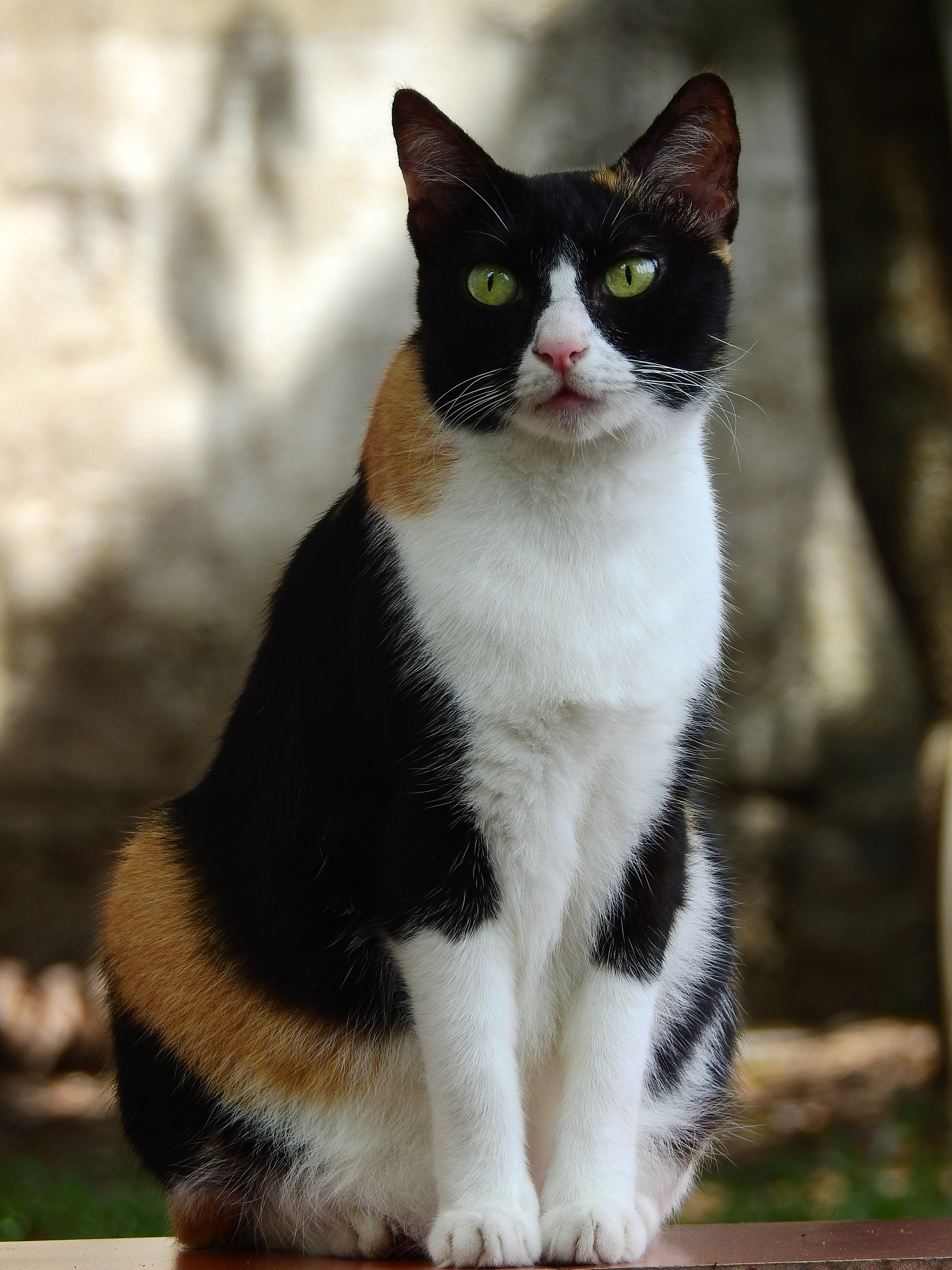
Zwarte lapjeskat
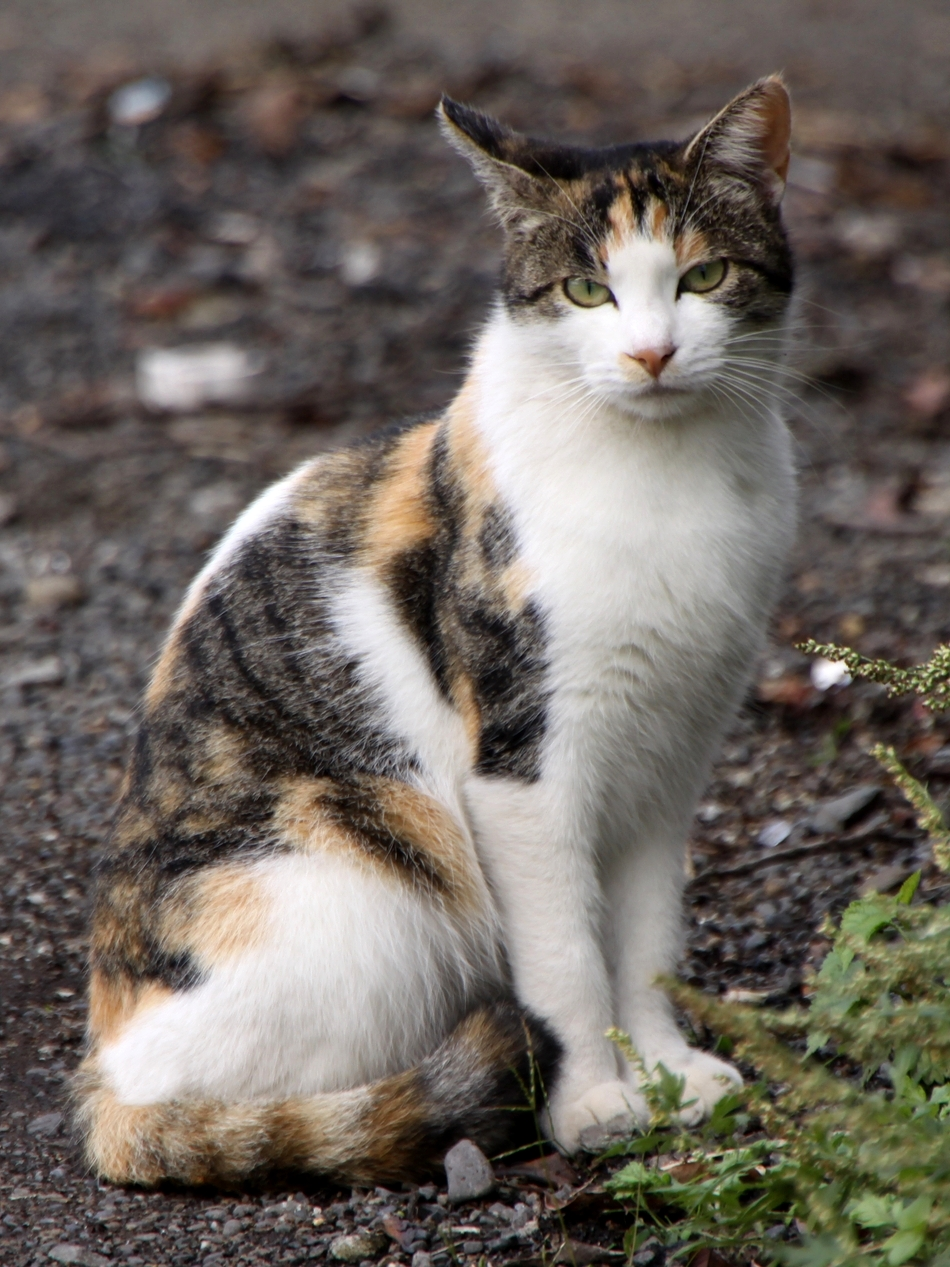
Zwarte cypers lapjeskat
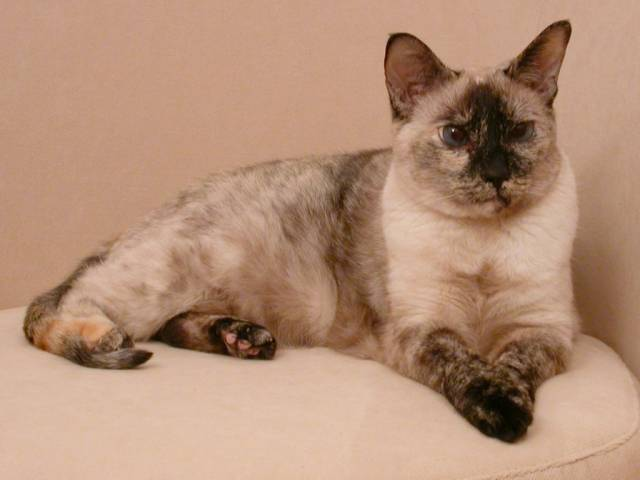
Zwarte colourpoint schildpadkat
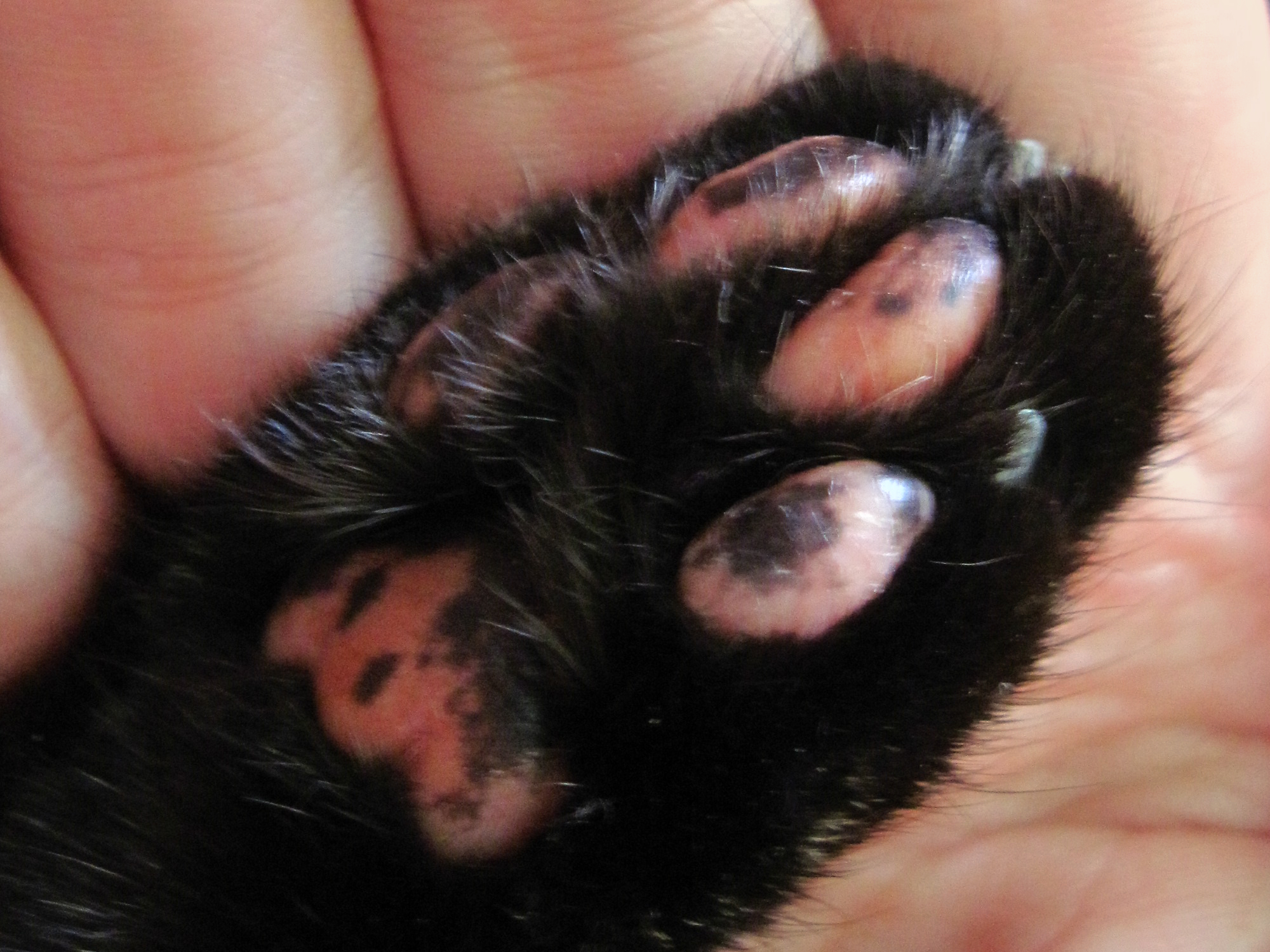
Roze en zwart mengpatroon op de voetkussentjes van een zwarte schildpadkat
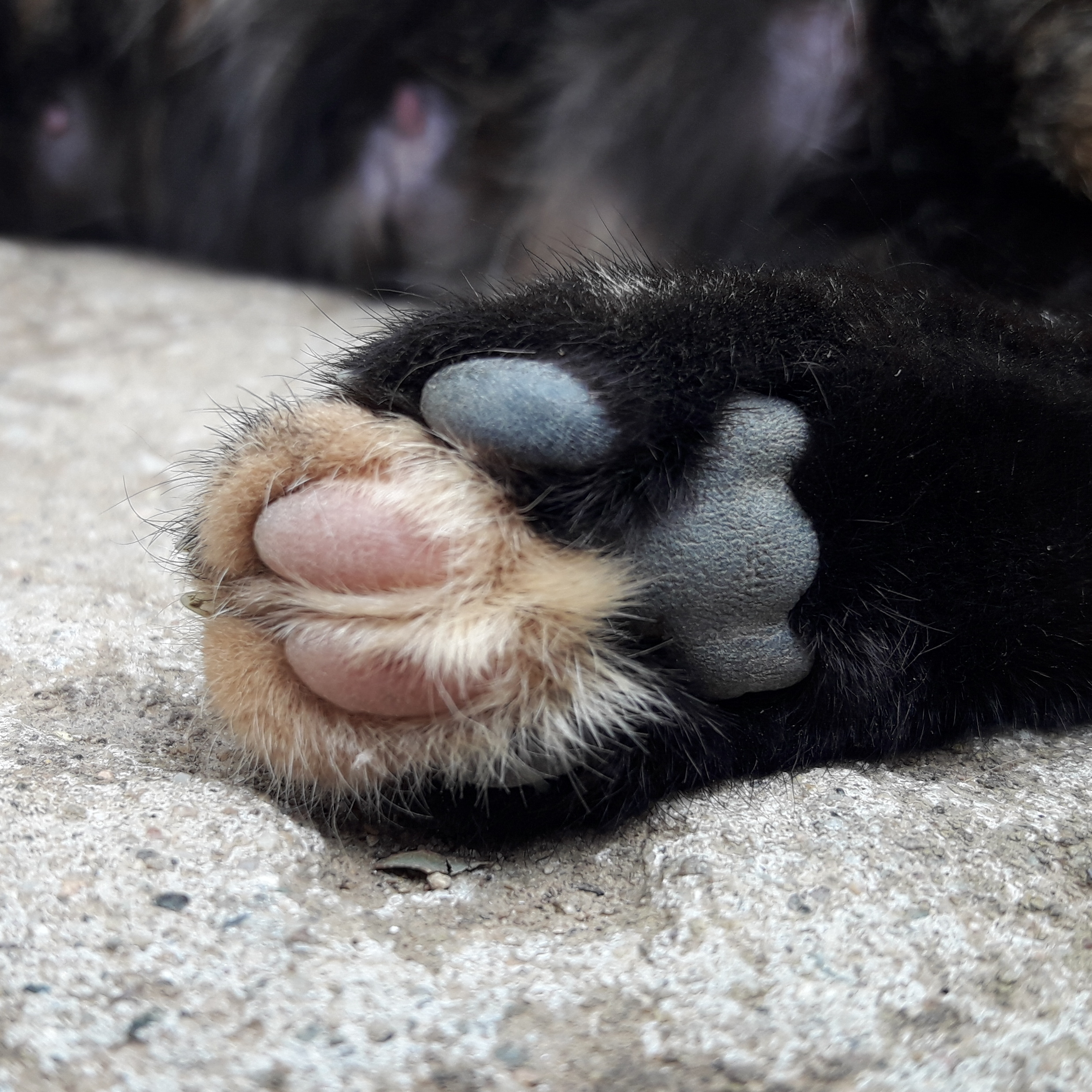
Rood feomelanine pigment naast zwart eumelanine pigment in de haren en de huid van een pootje bij een zwarte schildpadkat